# ウィクショナリー
ウィクショナリー (Wiktionary) は、コピーレフトなライセンス・オープンコンテントの辞書兼シソーラス（類語辞典）を作成し、配布することを目的としたウィキメディア財団によるプロジェクトである。GNU Free Documentation License (GFDL) およびクリエイティブ・コモンズ 表示 - 継承 3.0 非移植 (CC BY-SA 3.0) のデュアルライセンスで公開される。2002年12月12日に活動を開始した。
「ウィクショナリー」はウィキ (Wiki) と辞書を意味するディクショナリー (dictionary) からの合成語である。ウィキペディアと同じくウィキ (MediaWiki)を使用しており、誰でも編集することが可能である。またインターウィキリンクとよばれるウィキ文法による簡便な記法を用いて、ウィキペディアを始めとするウィキメディアプロジェクトのページから各言語版にリンクすることが可能である（詳細はHelp:ページの編集、Help:言語間リンクなどを参照）。
ウィクショナリーは発足当初は英語ベースの各国語の辞典であり、すべての説明は英語で行われた。英語版の開始から約1年後の2004年3月22日に初めて英語版以外のウィクショナリーであるフランス語版及びポーランド語版が作成された。2004年5月1日には、ウィキペディアが存在する各言語の版が作成されて、新たに143言語のウィクショナリーが誕生した。
2018年12月現在、174言語で展開されている。ただし、実際に項目が作成されているのは153言語である。英語版(約589万 2018年12月現在。以下も同様。)が最も項目数が多く、それに次ぐ規模のものとして、マダガスカル語版(約546万)、フランス語版(約339万)、ロシア語版(約100万)、セルビア・クロアチア語版(約91万)、スペイン語版(約89万)、中国語版(約84万)がある。詳細は下表に記されている。

## 統計
| 順位 | 言語                   | 項目数    | ISO639言語コード |
| ---- | ---------------------- | --------- | ---------------- |
| 1    | 英語                   | 6,924,771 | en               |
| 2    | フランス語             | 4,304,105 | fr               |
| 3    | マダガスカル語         | 1,741,250 | mg               |
| 4    | ロシア語               | 1,163,299 | ru               |
| 5    | 中国語                 | 1,125,691 | zh               |
| 6    | ドイツ語               | 1,025,768 | de               |
| 7    | セルビア・クロアチア語 | 911,568   | sh               |
| 8    | スペイン語             | 909,267   | es               |
| 9    | スウェーデン語         | 821,417   | sv               |
| 10   | ギリシャ語             | 801,610   | el               |
| 11   | オランダ語             | 795,076   | nl               |
| 12   | ポーランド語           | 755,073   | pl               |
| 13   | クルド語               | 736,371   | ku               |
| 14   | リトアニア語           | 618,730   | lt               |
| 15   | イタリア語             | 553,848   | it               |
| 16   | カタルーニャ語         | 540,930   | ca               |
| 17   | フィンランド語         | 486,947   | fi               |
| 18   | ハンガリー語           | 466,718   | hu               |
| 19   | タミル語               | 378,443   | ta               |
| 20   | トルコ語               | 347,250   | tr               |
| 21   | イド語                 | 307,652   | io               |
| 22   | アルメニア語           | 303,005   | hy               |
| 23   | 朝鮮語                 | 297,235   | ko               |
| 24   | 日本語                 | 283,592   | ja               |
| 25   | ポルトガル語           | 268,439   | pt               |
| 26   | カンナダ語             | 264,221   | kn               |
| 27   | ベトナム語             | 238,333   | vi               |
| 28   | セルビア語             | 223,264   | sr               |
| 29   | タイ語                 | 211,352   | th               |